# 軟骨芽細胞

軟骨芽細胞

軟骨芽細胞 (なんこつがさいぼう、英語: chondroblast) とは間充織幹細胞 (en:mesenchymal stem cell) に由来し、軟骨細胞 (en:chondrocyte) に分化する細胞。軟骨芽細胞は軟骨細胞と呼ばれる基質に組み込まれている。軟骨芽細胞は複数で空隙に位置するあるいは脱落している。その集団は1つの親細胞に由来する。軟骨芽細胞の集団は細胞巣あるいは同生細胞集団 (isogenous cell group) と呼ばれる。それらは真正染色質の核を持ち、塩基性色素に染色される。